# Chrysocharis purpurea
Chrysocharis purpurea är en stekelart som beskrevs av Bukovskii 1938. Chrysocharis purpurea ingår i släktet Chrysocharis och familjen finglanssteklar. Arten är reproducerande i Sverige. Inga underarter finns listade i Catalogue of Life.